# 마드리드 도시권

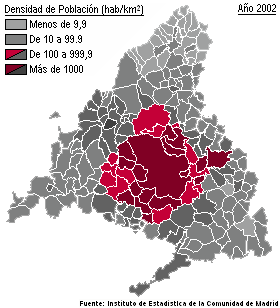
마드리드 도시권 인구 분포도

마드리드 도시권(스페인어: Área metropolitana de Madrid)은 마드리드 시와 그 주변을 둘러싼 지방 자치체 25구로 이루어진다. 총인구는 6,321,398명이며, 총면적은 5335.97km2이다.
마드리드 도시권은 스페인에서 가장 큰 도시권이며, 유럽 연합 내에서는 4번째, 전세계로는 54번째로 크다.
비슷한 크기의 다른 도시권과 마찬가지로, 마드리드 도시권도 두 권역으로 구분할 수 있다.
- 내곽 (primera corona): 알코르콘, 레가네스, 헤타페, 모스톨레스, 푸엔라브라다, 코슬라다, 알코벤다스, 포수엘로데알라르콘, 산페르난도데에라네스
- 외곽 (segunda corona): 비야비시오사데오돈, 파를라, 핀토, 발데모로, 리바스바시아마드리드, 토레혼데아르도스, 알칼라데에나레스, 산세바스티안데로스레예스, 트레스칸토스, 라스로사스데마드리드, 마하다온다, 보아디야델몬테

남부를 중심으로 교외 지역이 크게 들어서 있으며, 보통은 마드리드에서 나오는 교통 중심축을 따라 몰려 있다.
마드리드 도시권의 GDP는 2009년 기준 1890억 유로로 추산되며, 마드리드 지방의 전체 GDP에서 90% 이상을 차지하고 있다. 마드리드 수도권의 1인당 GDP는 37,758유로인 반면 마드리드 지방의 1인당 GDP는 30,453유로 정도이다.

## 인구
| 순위 | 지방 자치체              | 인구      | 면적 ([[km2]]) |
| ---- | ------------------------ | --------- | -------------- |
| 1    | 마드리드                 | 3,233,527 | 605.8          |
| 2    | 모스톨레스               | 206,031   | 45             |
| 3    | 알칼라데에나레스         | 203,924   | 88             |
| 4    | 푸엔라브라다             | 198,132   | 39.1           |
| 5    | 레가네스                 | 187,125   | 43.1           |
| 6    | 헤타페                   | 171,280   | 78.74          |
| 7    | 알코르콘                 | 169,308   | 33.7           |
| 8    | 토레혼데아르도스         | 125,331   | 32.6           |
| 9    | 파를라                   | 124,208   | 24.43          |
| 10   | 알코벤다스               | 111,040   | 45             |
| 11   | 코슬라다                 | 91,832    | 12             |
| 12   | 라스로사스데마드리드     | 90,390    | 58.3           |
| 13   | 포수엘로데알라르콘       | 83,844    | 43.2           |
| 14   | 산세바스티안데로스레예스 | 81,466    | 58.7           |
| 15   | 리바스바시아마드리드     | 75,444    | 67.4           |
| 16   | 발데모로                 | 70,315    | 64.53          |
| 17   | 마하다온다               | 70,198    | 38.5           |
| 18   | 아르간다델레이           | 55,506    | 79.65          |
| 19   | 보아디야델몬테           | 47,037    | 47.2           |
| 20   | 핀토                     | 46,763    | 62.2           |
| 21   | 콜메나르비에호           | 46,321    | 182.6          |
| 22   | 산페르난도데에라네스     | 41,376    | 38.8           |
| 23   | 트레스칸토스             | 41,302    | 38             |
| 24   | 비야비시오사데오돈       | 24,963    | 68.1           |
| 25   | 메호라다델캄포           | 20,245    | 17.2           |

## 같이 보기
- 마드리드 지방